# Adrian Sînă
Adrian Claudiu Sînă, conosciuto anche come Akcent (Baia Mare, 18 aprile 1977), è un cantante rumeno, membro e fondatore dell'ex gruppo Akcent.

## Biografia
Ex-studente della ATF (Academia de Teatru și Film), indirizzo Recitazione. Le sue grandi passioni sono la musica e la recitazione che concilia efficacemente. Dal 2001 al 2013 ha fatto parte del gruppo Akcent.
Nel 2010 esce il suo primo singolo ed è un successo principalmente nei Paesi balcanici: Love in Brasil, con la collaborazione di Andreea Bănică. Nel 2011 Adrian Sînă realizza il suo secondo singolo: I Can't Live Without You in collaborazione con Beverlei Brown; il video è realizzato in Egitto, a Sharm el-Sheikh.
Il terzo singolo, ANGEL, nel settembre 2011 con un video ambientato a New York. Dopo pochi mesi ANGEL diventa il numero uno in Grecia, Romania e nella maggior parte dei Paesi balcanici. In ANGEL, Sînă è affiancato da Sandra N..
Nella primavera del 2012 Adrian Sînă realizza il suo quarto singolo: Back To Me, in collaborazione con Diana Hetea (finalista a X Factor Romania 2011). A dicembre dello stesso anno esce il singolo Painted Love. Nel 2013 esce il suo nuovo singolo intitolato Arde Ceva. Dal 4 settembre 2013, dopo lo scioglimento del gruppo degli Akcent, ha deciso di continuare la sua carriera da solista assumendo comunque il nome dell'ex gruppo. 
Il 4 ottobre dello stesso anno pubblica il suo primo singolo con l'appellativo Akcent, dal titolo Nu ma tem de ea.